# 周仁 (漢朝)
周仁（?—?），字文，名仁，祖先是任城人，由於醫術高明而蒙天子召見。漢景帝當太子的時候他擔任舍人，累積功勞升為太中大夫，後來景帝繼位，任命他做了郎中令。
周仁為人深沉持重，不洩露別人的秘密，常常穿著有補丁的舊衣和能吸附尿液的內褲，故意做不潔淨的事，因而得到景帝的寵幸，得以進入臥內。景帝在後宮和妃嬪行房時，周仁常在旁邊，卻始終不說話。當景帝問他旁人的長處和短處，周仁總是說：「皇上自己可以察覺到。」雖然知道別人的缺點，也不在景帝面前詆毀。景帝曾一再駕臨他的家，當他遷徙到陽陵的時候，景帝賞賜的東西很多，然而他卻常常推辭，不敢接受。諸侯群臣餽贈的財物，他也不接受。
漢武帝即位後，由於周仁是先帝的大臣而受到尊重。後來周仁因病免官，帶著每年二千石的俸祿返鄉養老，他的子孫都做到了大官。
《史記．佞幸列傳》和《漢書．佞幸傳》曾形容周仁獲得的恩寵超過平常，但沒有像其他男寵那麼深厚。

## 延伸阅读
```
[
在维基数据
编
辑
]
```

 《史記/卷125》，出自司馬遷《史記》
 《史記/卷103》，出自司馬遷《史記》
 《漢書/卷046》，出自班固《漢書》